# لگو بتمن: بازی ویدئویی
«لگو بتمن :بازی ویدئویی» (انگلیسی: Lego Batman: The Videogame) یک بازی ویدئویی در سبک بازی اکشن-ماجراجویی است که توسط برادران وارنر سرگرمی انتراکتیو و در سال ۲۰۰۸ و در پلت‌فرم‌های نینتندو دی‌اس، وی، اکس‌باکس ۳۶۰، پلی‌استیشن ۲، پلی‌استیشن ۳، مایکروسافت ویندوز، پلی‌استیشن همراه، و اواس ده منتشر شده‌است. این بازی بر اساس شخصیت بتمن کمپانی دی‌سی کامیکس ساخته شده است.